# 鍍金したゴブレットのある静物
『鍍金したゴブレットのある静物』（めっきしたゴブレットのあるせいぶつ、蘭: Stilleven met vergulde bokaal、英: Still Life with a Gilt Cup）は、オランダ絵画黄金時代の画家ウィレム・クラースゾーン・ヘーダが1635年に板上に油彩で制作した絵画である。画面下部右側のナプキンの左端に「HEDA. 1635」という画家の署名と制作年が記されている。作品は1984年にレンブラント協会 (オランダの美術館の作品購入を支援する組織) の援助で購入されて以来、アムステルダム国立美術館に所蔵されている。

## 作品
ピーテル・クラースゾーンとヘーダは、「朝食作品」、あるいは「晩餐 (バンケット) 作品」といわれる絵画を一般化させた静物画家である。2人はともにハールレムで制作し、類似した様式的発展を見せた。彼らの初期の作品は以前の画家たちの影響を示しているが、すぐにテーブルの端に置かれた簡素な食事の描写に限定されるようになった。描かれているのは、パン、チーズ、ピューター (しろめ) の皿上のニシン、ビールかワインの入ったグラス、銀色のピューターの容器、白い皺のあるテーブルクロスなどで、軽い朝食、または軽食を暗示するだけのものにすぎない。
本作の画面には、半分中身の入ったグラス、パン、牡蠣の殻、皺の寄ったナプキン、薄切りのレモンなどが見える。これらは、絵画技術上の高い完成度を示すために、ヘーダによって意識的に選ばれ、配置されたものである。まだ近くにいる誰かに触れられたかのように見えるこれらの品々は、個々のものとしては扱われていない。それらはいっしょにまとめられ、斜線の軸に沿って量塊を形成している。しかし、さらに重要なことはヘーダが光と雰囲気を包括的に扱っていることであり、それらはできうる限り精確に、迅速に、濃密に表現されている。
銀、鍍金された銀、錫、ガラスなど様々な素材に見られる光の反射の表現は、見事な出来栄えである。一方で、画面には明るい別個の色の代わりに、彩度の低い色の繊細な対照を持つモノクローム的調和が見られる。灰色の色調の幅は驚異的で、それを黄色、黄土色などが補っている。このように色は限定されているにもかかわらず、異なる質感への配慮は損なわれていない。本作は、およそ70点の静物画に署名をしているヘーダの画業の中でも真骨頂といえる作品である。